# 臺中市豐原區豐原國民小學
臺中市豐原區豐原國民小學（簡稱豐原國小），是一所位在臺灣臺中市豐原區的國民小學。

## 概況
豐原國小位於豐原市區，2019年2月時全校有520名學生。有躲避球校隊、迷你網球校隊，並常設有國樂、合唱團、太鼓、圍棋、跆拳、烏克麗麗等社團，其中國樂團成立於1989年，曾於1993年受邀至中華人民共和國的北京音樂廳舉辦演奏會，為中華民國首隊赴中華人民共和國表演的國小國樂團。

## 校史
明治三十一年（1898年）4月20日臺中國語傳習所（今臺中市西區忠孝國民小學）設立葫蘆墩分教場，為豐原國小之前身。葫蘆墩分教場在同年10月改制為葫蘆墩公學校，1907年校址遷至豐原慈濟宮東新校舍。1910年5月2日設潭仔墘分校（1914年獨立設校，稱「潭仔墘公學校」，即今臺中市潭子區潭子國民小學），1916年設大社分校（1918年獨立設校，稱「岸裡公學校」，即今臺中市神岡區岸裡國民小學）。1918年葫蘆墩公學校遷至豐原國小現址，1921年設翁子分離教室（1928年獨立設校，稱「翁子公學校」，即今臺中市豐原區翁子國民小學），同年5月校名改為豐原公學校，1941年配合內臺共學政策改稱豐榮國民學校。1945年日本無條件投降後由張寶才接收該校，次年11月改稱豐原鎮第一國民學校，1947年7月改稱臺中縣豐原鎮豐原國民學校。1953年奉令將實習地0.3118甲撥給台中團管區司令部建築營舍協調決定。1965年設立豐村分校。1968年配合九年國教改為國民小學，1975年豐原鎮升格縣轄市，改稱臺中縣豐原市豐原國民小學，2010年臺灣省臺中市升格為行政院直轄市，改稱臺中市豐原區豐原國民小學。

## 著名校友
- 林朝棨：台灣著名地質學家。